# Kamenné Žehrovice
Kamenné Žehrovice är en ort i Tjeckien.   Den ligger i regionen Mellersta Böhmen, i den centrala delen av landet, 29 km väster om huvudstaden Prag. Kamenné Žehrovice ligger 403 meter över havet och antalet invånare är 1 606.
Terrängen runt Kamenné Žehrovice är platt. Runt Kamenné Žehrovice är det ganska tätbefolkat, med 62 invånare per kvadratkilometer. Närmaste större samhälle är Kladno, 6,4 km öster om Kamenné Žehrovice. Trakten runt Kamenné Žehrovice består till största delen av jordbruksmark.